# スワット事件
スワット事件（スワットじけん）は、指定暴力団山口組系山健組のトップに絡む刑事事件。

## 概要
1997年12月24日から東京都を訪れていた山口組若頭補佐兼山健組組長の桑田兼吉について「拳銃を持った組員がボディーガードとして付いている」との情報を翌12月25日に得た警視庁は、更に翌12月26日午前3時頃に組員約20人と共に6台の乗用車に分乗して近くの飲食店から宿泊先のホテルに帰る桑田に対し、帰途に当たる東京都港区六本木の路上で安全装置を外した拳銃を所持した機動隊員等約170人を動員して機動隊車4台で車列の前後をふさぎ、拡声器で「警視庁だ。捜索する。」と告げて検問を実施して乗用車からトカレフ等拳銃5丁と実弾34発を発見し、同午前3時39分から4時2分までに桑田と組員の計20人を拳銃を違法に所持した銃刀法違反で現行犯逮捕した。
取り調べで桑田組長は「ボディーガードが拳銃を持っていたとは知らなかった」と関与を否定した。しかし、警視庁は逮捕前の345日にわたる周到な内偵捜査で桑田組長とボディーガードの組員の東京都内での行動を記録しており、その記録によると、「スワット」と呼ばれる約20人のボディーガードの組員たちは拳銃を携行し、車で移動する際には桑田組長が乗る車の前後を「スワット」の車で挟み、飲食店に入れば出入り口で待ち、次の行き先は先行組が先回りするといったSPさながらの護衛体制を敷いており、組長とボディーガードの組員が一心同体の動きをしていたことから、東京地検は「桑田組長は上京する際、ボディーガードの組員を常に同行して事実上一体であり、ボディーガードの組員の拳銃所持を知らなかったとは考えにくい」「桑田組長はボディーガードの経験があり、役割を知っていたとみられる」と判断し、拳銃を所持していた組員9人に加え、桑田組長も拳銃違法所持の共犯として銃刀法違反で起訴した。
桑田組長はボディーガードの組員に具体的な指示をしたわけではなかったので「指示がない以上、拳銃所持について共謀はなかった」と主張したが、2000年3月6日に東京地裁は桑田組長について「銃を持って親分を警護してこそ護衛。桑田被告は護衛と一体で、一々指示しなくても、組員が警護のために拳銃を携帯することを認識していた。具体的な指示がないことで、共謀がないとはいえない。」「遊興で上京した被告一人の為に行われた犯罪」として共謀共同正犯を認定して懲役7年（求刑:懲役10年）判決が言い渡された。桑田組長は控訴したが、2001年10月16日に東京高裁は控訴を棄却した。桑田組長は「共謀共同正犯を認める二審判決は過去の判例である練馬事件最高裁判決の趣旨に反する」として上告した。
2003年5月1日に最高裁は「拳銃所持を直接指示しなくても、警護役が自発的に桑田被告を警護するために拳銃を所持することを確定的に認識しながら、当然のこととして受け入れて許容していた」「実質的に桑田被告が警護役らに短銃を所持させていた」として黙示の意志連絡としての共謀共同正犯を認定して上告を棄却し、桑田組長の懲役7年が確定した。
桑田組長に同行していた「東北・関東ブロック」の身辺警護責任者であった山健組幹部は懲役7年、他の組員8人についても重くて懲役6年軽くても懲役4年の実刑判決を受け、有罪判決が確定した。